# Тейз-Вэлли (Западная Виргиния)
Тейз-Вэлли (англ. Teays Valley) — статистически обособленная местность в округе Патнам, штат Западная Виргиния, США. Местность разделена на два района: Тейз-Вэлли и Скотт-Депот. Население 13 175 человек по данным переписи 2010 года. Тейз-Вэлли входит в метрополитенский статистический ареал Хантингтон-Ашленд.

## География
Согласно Бюро переписи населения США, местность занимает площадь 18,8 км², из которых 18,6 км² приходится на сушу, а 0,2 км² (1,34 %) — на водную поверхность.
Название Тейз-Вэлли дано по остаткам долины реки Тейз, существовавшей в доледниковый период. В настоящее время водные ресурсы местности составляют несколько ручьёв, впадающих в реки Канова и Мад.

## Демография
По данным переписи 2010 года на территории проживало 13175 человек. Из них мужчины составляли 47,67 %, женщины — 52,33 %. Распределение по расам: белые — 95,32 %, негры — 1,57 %, азиаты — 1,58 %, индейцы — 0,12 %, латиноамериканцы — 0,96 %, остальные — 0,32 %. Распределение по возрастным группам: до 4 лет — 6,19 %, от 4 до 17 — 17,75 %, от 18 до 64 — 60,27 %, старше 65 — 15,78 %.

## Уроженцы
- В городе жил Джек Уитакер, выигравший крупнейший в истории лотерей приз, полученный одним человеком, и третий в истории среди всех призов лотерей.